# John Elliot
John Herbert Elliot (* 4. Juli 1918 in Reading, England; † 24. August 1997 in Clifton, England) war ein britischer Schriftsteller, Drehbuchautor und Fernsehproduzent.

## Biografie
Zwischen 1954 und 1960 schrieb er eine Reihe von erfolgreichen Fernsehstücken, darunter War in the Air und A Man from the Sun. Letzteres ist eine Pionierarbeit, die sich an ein westindisches Publikum richtet. 1961 schrieb er mit dem Astronomen Fred Hoyle (um wissenschaftliche Authentizität sicherzustellen) eine andere bahnbrechende Fernsehserie. Eine Science-Fiction-Serie, die den Ton für alles vorgab, das später folgte. Der Erfolg von A For Andromeda führte 1962 zu einer Fortsetzung in The Andromeda Breakthrough. Im deutschsprachigen Raum entstanden auch zwei Hörspielfassungen unter dem Titel Andromeda, 1970 vom RIAS Berlin (Regie: Manfred Marchfelder) und 1980 vom ORF-Landesstudio Oberösterreich (Regie: Ferry Bauer).
Nach Andromeda schrieb Elliot mehr Folgen, aber seine Talente wurden vielleicht von der BBC nicht wertgeschätzt. Er trat 1963 aus dem Unternehmen aus, bot jedoch als Abschiedsgeschenk eine Option für sein Konzept für die Dramaserie Mogul (umbenannt in The Troubleshooters ab der zweiten Staffel) an, für die er einen Großteil der sieben Staffeln schrieb.
Zu seinen weiteren Werken gehören Serien wie Sturz der Adler (Fall of Eagles) und Survival sowie Romane wie Duell, Blood Upon the Snow, A For Andromeda und The Andromeda Breakthrough (auch zusammen mit Fred Hoyle geschrieben).

## Drehbücher
- War in the Air, 1954 – 1955, 15 Episoden, BBC1
- A Man from the Sun, 1956, Fernsehfilm, BBC1
- Television Playwright, 1958 – 1959, 29 Episoden, BBC (Nur drei Episoden sind erhalten)
- Who Pays the Piper? 1960, Fernsehfilm, BBC1
- BBC Sunday-Night Play, 1960 – 1963, 138 Episoden, BBC1 (Nur 15 Episoden sind erhalten)
- A for Andromeda, 1961, 7 Episoden, BBC1
- The Andromeda Breakthrough, 6 Episoden, 1962, BBC1
- Maigret, Episode: Maigret kämpft um den Kopf eines Mannes, 1962, BBC1
- First Night, Episoden: The Youngest Profession, 1963 und Hunt the Man, 1964, BBC1
- Love Story, Episode: The Truth Game, 1964, ITV
- Z-Cars, Episode: A Morning’s Sport, 1965, BBC1
- Mogul, 20 Episoden, 1965 – 1970, BBC1
- Rainbow City, Episoden: What Sort of a Boy?, Why You Marry?, A Better Fortune, Always on Sunday, alle 1967, BBC1
- A Stranger on the Hills, Fernsehfilm, 1970, BBC1
- Platonov, Episode: Brett, 1971, BBC1
- The Saxby Route, Episoden: Better Than the Movies, 1972, The Chief Mourner, 1979, BBC1
- The Shadow of the Tower, Episode: The White Hart, 1972, BBC2
- Shelley, Fernsehfilm, 1972, BBC2
- The Fox. Fernsehfilm, 1973, BBC2
- Sturz der Adler (Fall of Eagles), TV-Miniserie, 1974, BBC1
- The Double Dealers, Episode: Come in Number One, 1974, BBC2
- The Madness, Fernsehfilm, 1976, BBC2
- According to Hoyle, Fernsehfilm, 1977, BBC2
- A Life at Stake, Episode: So, Who’s Sick?, 1978, BBC
- Spy!, Episoden: The Murder Machine, The Venlo Incident, 1980, BBC1
- Escape, Episode: Hijack to Mogadishu, 1980, BBC2
- The Brack Report, Episoden: Chapter 3, Chapter 4, Chapter 5, 1982, ITV
- Man-Eaters of India, Fernsehfilm, 1986, BBC
- Flying for Fun: An Affair with an Aeroplane, Fernsehfilm, 1987, BBC1
- A Chance to Dance, Fernsehfilm, 1993, ITV

## Auszeichnungen
- 1960: Society of Film and Television Arts Television Awards, Spezialpreis
- 1971: British Academy Television Awards, The Troubleshooters, Shell International Award

## Bibliografie
- A wie Andromeda. Goverts, 1967, DNB 457033622 (britisches Englisch: A for Andromeda. 1962. Übersetzt von Gustav Keim & Robert Picht, mit Fred Hoyle).
- Andromeda Breakthrough. Goverts, 1967 (britisches Englisch: Andromeda Breakthrough. 1964. Übersetzt von Gustav Keim & Robert Picht, mit Fred Hoyle).
- MOGUL: The Making of a Myth. Barrie & Jenkins, 1970 (britisches Englisch, Nicht auf Deutsch erschienen).